# Raymond Klibansky
Raymond Klibansky, né le 15 octobre 1905 à Paris et mort le 5 août 2005 à Montréal, est un philosophe et un historien de la culture qui s'est établi au Québec après la Seconde Guerre mondiale. Son œuvre la plus connue est Saturne et la mélancolie, un livre rédigé à trois sur le complexe sujet du « bonheur d'être triste ».

## Biographie
Lorsque la Première Guerre mondiale éclate en 1914, sa famille, dont le père est allemand, est obligée d'abandonner son affaire d'import-export et s'établit à Francfort.
Après quelques années au lycée Goethe, une école sévère, il convainc ses parents de l'inscrire à la Odenwaldschule, une école mixte et progressiste, sans surveillant et sans note. Ce sont les élèves et les professeurs qui décident ensemble des règles de conduite communes.
En 1923, l'université de Heidelberg l'accepte, alors qu'il a 17 ans. Il fréquente les neveux du sociologue Max Weber. Lorsque Weber meurt en 1920, il laisse en plan les épreuves de Économie et Société, la somme théorique de son travail. Klibansky consacre alors ses soirées à aider la veuve Weber à mettre en page le document.
Il suit 35 heures de cours par semaine, tentant de comprendre l'homme par le biais de l'histoire : Grèce antique, poésie, art, etc. Il termine son doctorat à 23 ans et devient Privatdozent en 1931, deux ans avant la prise de pouvoir par les Nazis.
Lorsque les professeurs de l'université refusent de s'élever contre le régime nazi, il perd ses illusions, car ceux-là avaient affirmé clairement qu'il fallait agir courageusement et combattre pour la liberté. Certains exploitent cyniquement la situation à leur avantage, le cas le plus connu étant Martin Heidegger.
Klibansky apprécie, par contre, les opinions de Karl Jaspers, qui le propose pour un stage à Kiel auprès de Ferdinand Tönnies, auteur de Communauté et société. Il passe ensuite à Hambourg et travaille à la bibliothèque de l'Institut Warburg. À ce poste, il se permet de critiquer un ouvrage, paru en 1923, d'Erwin Panofsky et Franz Saxl sur la gravure Mélancolie d'Albrecht Dürer. Les deux savants lui offrent de se joindre à eux pour une nouvelle édition. Le travail sur Saturne et la mélancolie est interrompu par les activités nazies (il paraîtra en version définitive 60 ans plus tard).
Étant juif, il s'exile à Londres avec les Warburg et leur précieuse bibliothèque. Il ne parle alors pas bien l'anglais, mais corrige la « lacune » en quelques mois à l'université d'Oxford. Quant aux Warburg, ils s'établiront avec leur bibliothèque à Londres, laquelle s'y trouve encore.
Pour combattre les Nazis pendant la Seconde Guerre mondiale, il s'engage dans l'armée britannique et, grâce à ses connaissances académiques, est promu colonel pour conseiller les services secrets. Par exemple, en consultant les écrits de Virgile, il est capable de répondre à une question sur le temps que durent les récoltes en Toscane. En revanche, il est amer en constatant que les généraux américains n'ont pas tiré de leçons de l'histoire en ce qui concerne la conquête de l'Italie. Selon lui, l'attaque par le Nord ou le milieu est la voie la moins coûteuse en hommes, mais l'attaque passe par la Sicile malgré ses conseils, ce qui coûtera trop de vies à chaque fois qu'un fleuve est franchi.
En 1946, il s'établit à Montréal où il travaille à l'université McGill, et partage son temps entre celle-ci et l'Université d'Oxford. À Montréal, il forme plusieurs philosophes qui feront leurs marques, tel Oduber Quiros, engagé dans un coup d'État en 1949 au Costa Rica.
Il a pris différentes initiatives pour la paix, la liberté et la tolérance. Par exemple, il a publié la fameuse Lettre de Locke sur la tolérance, parue en plus de 20 langues. Il a cru que tout effort, même minime, pouvait changer la société. Bourreau de travail, il a codirigé à 90 ans un collectif sur les recherches philosophiques au Canada français.
Il a épousé Éthel Groffier, professeur à l'université McGill, et fille de l'écrivain et poète belge Jean Groffier.

## Thèmes
Cette volonté de suivre des notions et des concepts sur des milliers d'années et dans plusieurs domaines culturels, l'occupe toute sa vie. Il participe au renouvellement de la compréhension des rapports de la culture de l'Occident aux sources grecques, filtrées par les penseurs juifs, arabes et chrétiens du Moyen Âge et de la Renaissance.
Il produit un immense et disparate lot d'œuvres, lesquelles occupent plusieurs rayonnages. Par exemple, il a fait une étude critique d'un dialogue de Platon accompagné du commentaire de Proclos, ouvrage qu'il a découvert dans la bibliothèque d'un cardinal. De 1941 à 1968, il publie six volumes de la série (en) Medieval and Renaissance Studies. Il a aussi publié Saturne ou la Mélancolie, « un livre légendaire sur le sublime et complexe sujet du «bonheur d'être triste» ».

## Publications
(Liste incomplète)
- (de) Ein Proklos-Fund und seine Bedeutung, Heidelberg, C. Winter, 1929. (Coll. « Sitzungsberichte der Heidelberger Akademie der Wissenschaften. Philosophisch-historische Klasse », vol. 19, 1928–29, Abh. 5)
- Philosophy and History. Essays presented to Ernst Cassirer, avec H. J. Paton (dir.), Oxford, Clarendon Press, 1936.
- (en) Medieval and Renaissance Studies (en six volumes).
- The continuity of the Platonic tradition during the Middle Ages, Londres, Warburg Institute, 1939.
- New Letters of David Hume, avec E.C. Mossner (dir.), Oxford, Clarendon Press, 1954
- Saturn and Melancholy. Studies in the history of Religion, Art, and Natural Philosophy, avec Erwin Panofsky et Fritz Saxl, Londres et New York, Nelson et Basic Books, 1964.
- Locke, John, Lettre sur la tolérance, texte latin et traduction française, Montréal, Casalini, 1964, et Paris, Presses Universitaires de France, 1965.
- La Philosophie en Europe, avec David Pears (dir.), Paris, Gallimard, 1993.
- Le Philosophe et la mémoire du siècle, Paris, Les Belles Lettres, 1998.
- La Pensée philosophique d'expression française au Canada. Le rayonnement du Québec, avec Josiane Boulad-Ayoud (dir.), Québec, Presses de l'Université Laval, 1998.
- Idées sans frontières. Histoire et structure de l'Institut international de philosophie, avec la collaboration d'Ethel Groffier, Paris, Les Belles Lettres, 2005.
- Tradition antique et tolérance moderne, textes choisis et présentés par Philippe Despoix et Georges Leroux, Montréal, PUM, 2016.

## Distinctions
Il était professeur émérite de l'université d'Oxford, de l'université de Heidelberg et de l'université McGill. Les prix de la Fédération canadienne des études humaines portaient d'ailleurs son nom jusqu'en 2010 (prix Raymond-Klibanksy).
- Membre de la Société royale du Canada
- Bourse Killam (1975)
- Grand officier de l'ordre national du Québec (1999)
- Compagnon de l'ordre du Canada (2000)

### Filmographie
- Raymond Klibansky, réalisé par Pierre-André Boutang et Annie Chevallay, production ARTE, 2000.
- Raymond Klibansky : de la philosophie à la vie, réalisé par Anne-Marie Tougas, 2002